# Katie Snowden
Katie Snowden (Londres, 9 de marzo de 1994) es una atleta de fondo británica especializada en medias distancias (800 y 1500 metros).

## Carrera deportiva
Debutó en el plano internacional en 2011, durante el Campeonato Mundial Juvenil de Atletismo que tuvo lugar en la ciudad de Lille (Francia), compitiendo en la modalidad de 800 metros, que recorrió en un tiempo de 2:05,64 minutos, que le permitió acabar en séptima posición. Centrada más en torneos nacionales durante los siguientes años, en 2015 regresaría a la cota exterior con el Campeonato Europeo de Atletismo Sub-23, que se celebró en Tallin. Corrió nuevamente en los 800 metros lisos, mejorando la marca de 2011 en tiempos, siendo sexta con 2:03,45 minutos.
Dos años más tarde, en 2017, participaría en el Campeonato Europeo de Atletismo por Equipos, nuevamente en Lille, en la que acabaría siendo novena, con un tiempo de 2:05,19 minutos. Más adelante, en ese mismo ejercicio, en la prueba clasificatoria de la Liga de Diamante celebrada en Birmingham, comenzó a sumar distancias en su desarrollo deportivo profesional, compitiendo desde entonces en la modalidad de 1500 metros, en la que quedaría decimocuarta, con un tiempo de 4:09,32 minutos. Al año siguiente, en 2018, compitiría en sus primeros Juegos de la Mancomunidad, para dicha edición celebrados en la ciudad australiana de Gold Coast, en el estado de Queensland, compitiendo en los 1500 metros, de la que quedaría undécima tras llegar a meta superando 4:06,55 minutos de marca.
Con la pandemia de coronavirus retrasando varios de los eventos deportivos de la temporada 2020, muchas de estas se vieron anuladas o llevadas a 2021. A comienzos de este último año viajó a Polonia para participar en el Campeonato Europeo de Atletismo en Pista Cubierta que tuvo lugar en Toruń, donde acabó sexta en 1500 metros con 4:21,81 minutos de tiempo. En verano fue convocada por la Asociación Olímpica Británica para representar al Reino Unido en los Juegos Olímpicos de Tokio 2020, su primera participación olímpica, para correr en el evento femenino de los 1500 metros. Superó la primera ronda, disputando la tercera carrera en la mañana del 2 de agosto, quedando sexta con un tiempo de 4:02,77 minutos, ocupando la última plaza de clasificación directa a las semifinales. En esta segunda ronda sería eliminada al no poder mejorar una marca de 4:02,93 -apenas 16 milésimas más del anterior-, que la dejó novena.

## Resultados por competición

### Por temporada
| Representando a Reino Unido (así como a Inglaterra) | Representando a Reino Unido (así como a Inglaterra) | Representando a Reino Unido (así como a Inglaterra) | Representando a Reino Unido (así como a Inglaterra) | Representando a Reino Unido (así como a Inglaterra) | Representando a Reino Unido (así como a Inglaterra) |
| --------------------------------------------------- | --------------------------------------------------- | --------------------------------------------------- | --------------------------------------------------- | --------------------------------------------------- | --------------------------------------------------- |
| Año                                                 | Competición                                         | Lugar                                               | Puesto                                              | Modalidad                                           | Marca (min.)                                        |
| 2011                                                | Campeonato Mundial Juvenil de Atletismo             | Lille                                               | 7.ª                                                 | 800 metros                                          | 2:05,64 min.                                        |
| 2015                                                | Campeonato Europeo de Atletismo Sub-23              | Tallin                                              | 6.ª                                                 | 800 metros                                          | 2:03,45 min.                                        |
| 2017                                                | Campeonato Europeo de Atletismo por Equipos         | Lille                                               | 9.ª                                                 | 800 metros                                          | 2:05,19 min.                                        |
| 2017                                                | Liga de Diamante - Birmingham Diamond League        | Birmingham                                          | 14.ª                                                | 1500 metros                                         | 4:09,32 min.                                        |
| 2018                                                | Juegos de la Mancomunidad                           | Gold Coast                                          | 11.ª                                                | 1500 metros                                         | 4:06,55 min.                                        |
| 2021                                                | Campeonato Europeo de Atletismo en Pista Cubierta   | Toruń                                               | 6.ª                                                 | 1500 metros                                         | 4:21,81 min.                                        |
| 2021                                                | Liga de Diamante - Gran Premio de Müller Gateshead  | Gateshead                                           | 3.ª                                                 | 1500 metros                                         | 4:08,92 min.                                        |
| 2021                                                | Liga de Diamante - Golden Gala                      | Florencia                                           | 10.ª                                                | 1500 metros                                         | 4:03,86 min.                                        |
| 2021                                                | Juegos Olímpicos                                    | Tokio                                               | 9.ª (SF1)                                           | 1500 metros                                         | 4:02,93 min.                                        |
| 2021                                                | Liga de Diamante - Athletissima                     | Lausana                                             | 8.ª                                                 | 1500 metros                                         | 4:09,81 min.                                        |
| 2021                                                | Liga de Diamante - Weltklasse Zürich                | Zúrich                                              | 9.ª                                                 | 1500 metros                                         | 4:06,46 min.                                        |
| 2022                                                | Campeonato Mundial de Atletismo                     | Eugene                                              | 10.ª (SF2)                                          | 1500 metros                                         | 4:08,29 min.                                        |
| 2022                                                | Juegos de la Mancomunidad                           | Birmingham                                          | 7.ª                                                 | 1500 metros                                         | 4:07,15 min.                                        |
| 2022                                                | Campeonato Europeo de Atletismo                     | Múnich                                              | 4.ª                                                 | 1500 metros                                         | 4:04,97 min.                                        |

### Mejores marcas
| Disciplina                         | Marca        | Lugar      | Fecha                 |
| ---------------------------------- | ------------ | ---------- | --------------------- |
| 200 metros lisos (exterior)        | 25,88 s.     | Lee Valley | 17 de abril de 2010   |
| 400 metros lisos (exterior)        | 54,51 s.     | Bedford    | 26 de junio de 2011   |
| 800 metros lisos (exterior)        | 2:01,58 min. | Praga      | 7 de junio de 2021    |
| 800 metros lisos (pista cubierta)  | 2:04,35 min. | Athlone    | 26 de febrero de 2014 |
| 1000 metros lisos (exterior)       | 2:35,54 min. | Birmingham | 18 de agosto de 2018  |
| 1500 metros lisos (exterior)       | 4:02,77 min. | Tokio      | 2 de agosto de 2021   |
| 1500 metros lisos (pista cubierta) | 4:10,09 min. | Gent       | 10 de febrero de 2018 |
| 3000 metros lisos (pista cubierta) | 9:13,54 min. | Glasgow    | 7 de enero de 2018    |